# South Yuba City
South Yuba City és una concentració de població designada pel cens dels Estats Units a l'estat de Califòrnia. Segons el cens del 2000 tenia 12.651 habitants.

## Demografia
Segons el cens del 2000, South Yuba City tenia 12.651 habitants, 4.026 habitatges, i 3.345 famílies. La densitat de població era de 1.507,6 habitants/km².
Dels 4.026 habitatges en un 42,1% hi vivien nens de menys de 18 anys, en un 70,6% hi vivien parelles casades, en un 8,4% dones solteres, i en un 16,9% no eren unitats familiars. En el 13,3% dels habitatges hi vivien persones soles el 5% de les quals corresponia a persones de 65 anys o més que vivien soles. El nombre mitjà de persones vivint en cada habitatge era de 3,13 i el nombre mitjà de persones que vivien en cada família era de 3,45.
Per edats la població es repartia de la següent manera: un 29,7% tenia menys de 18 anys, un 7,1% entre 18 i 24, un 28,7% entre 25 i 44, un 23,8% de 45 a 60 i un 10,8% 65 anys o més.
L'edat mediana era de 35 anys. Per cada 100 dones de 18 o més anys hi havia 93,5 homes.
La renda mediana per habitatge era de 54.518 $ i la renda mediana per família de 59.886 $. Els homes tenien una renda mediana de 40.574 $ mentre que les dones 31.265 $. La renda per capita de la població era de 21.423 $. Entorn del 4,9% de les famílies i el 5,8% de la població estaven per davall del llindar de pobresa.

## Poblacions més properes
El següent diagrama mostra les poblacions més properes.